# Dennis Visser
Pour les articles homonymes, voir Sneek.
Dennis Visser, né le 3 avril 1995 à Sneek, est un patineur de vitesse sur piste courte néerlandais.

## Carrière
En 2018, il remporte le relais masculin des Championnats d'Europe aux côtés de Sjinkie Knegt, Daan Breeuwsma et Itzhak de Laat.